# Bowie aladdinsane
Bowie aladdinsane (лат.) — вид блуждающих пауков рода Bowie (Ctenidae). Встречается в Индии. Назван в честь музыкального альбома Aladdin Sane и песни «Aladdin Sane» из дискографии британского музыканта Дэвида Боуи.

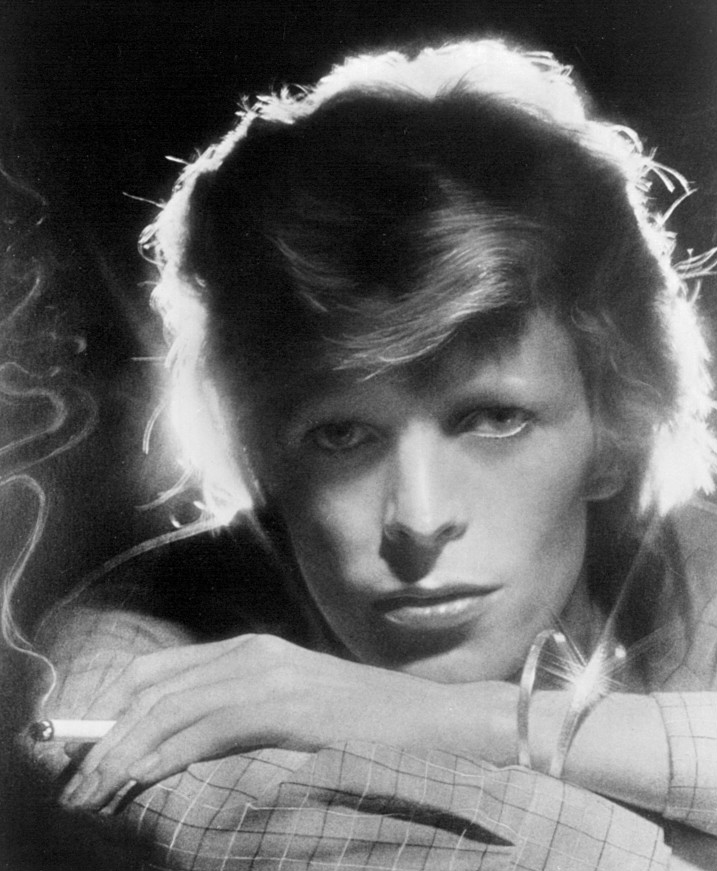
Дэвид Боуи (1947—2016), автор альбома и песни, зафиксированной в названии вида

## Описание
Пауки средних размеров, длина самцов 7,8—8,3 мм, самок 8,1—9,5 мм. Окраска от желтовато- до красновато-коричневого цвета. Бёдра с нечётким полосчатым рисунком. Опистосома сверху от красновато-коричневого до коричневого цвета, с нечётким рисунком из парных пятен, снизу нечётко точечная.

## Таксономия и этимология
Вид был впервые описан в 2022 году немецким арахнологом Петером Егером (Peter Jäger). Назван в честь музыкального альбома Aladdin Sane и песни «Aladdin Sane» из музыкального творчества британского певца Дэвида Боуи — по случаю 75-летия рок-легенды и с целью привлечь внимание к всё ещё в значительной степени неизученному разнообразию и защите природы.
Внешне и по строению копулятивных органов Bowie ziggystardust сходен с видами Bowie jeangenie и Bowie bomdilaensis. Включён в видовую группу cladarus по наличию общих признаков: имеют сходное строение копулятивных органов самца и самки, то есть поперечный тегулярный апофиз, короткий эмболус со срединным ретролатеральным отростком и относительно короткий ретролатеральный голенный апофиз педипальп (RTA) у самцов, а также отчётливые переднебоковые «плечи» срединной пластинки и двулопастные боковые зубцы у самок с открыто видимыми основаниями соответствующих боковых зубцов.

## Распространение
Встречается в Индии (Darjeeling). Самец (голотип) и самка (паратип) обнаружены в 1979 году в Sukhiapokri [=Sukhia Pokhari, 27°4’N, 88°6’’E], на высоте 2350 м. Другие паратипы: Bhanjam road, около Ghoom [ca. 27°0’N, 88°12’’E], на высоте 2300 м. Также старый материал, собранный в 1924 году: Darjeeling [ca. 27°2’N, 88°15’’E],
на высоте 2130 м (11.3.1924. Maj. R.W.G. Hingston, Mt. Everest Explor. Exped. 1924).